# Лаппаран, Поль де
Поль де Лаппаран (фр. Paul de Lapparent, полное имя Marie Paul Cochon de Lapparent; 1869—1946) — французский художник, эссеист и историк французского искусства. Часть своих работ подписывал инициалами P.L.

## Биография

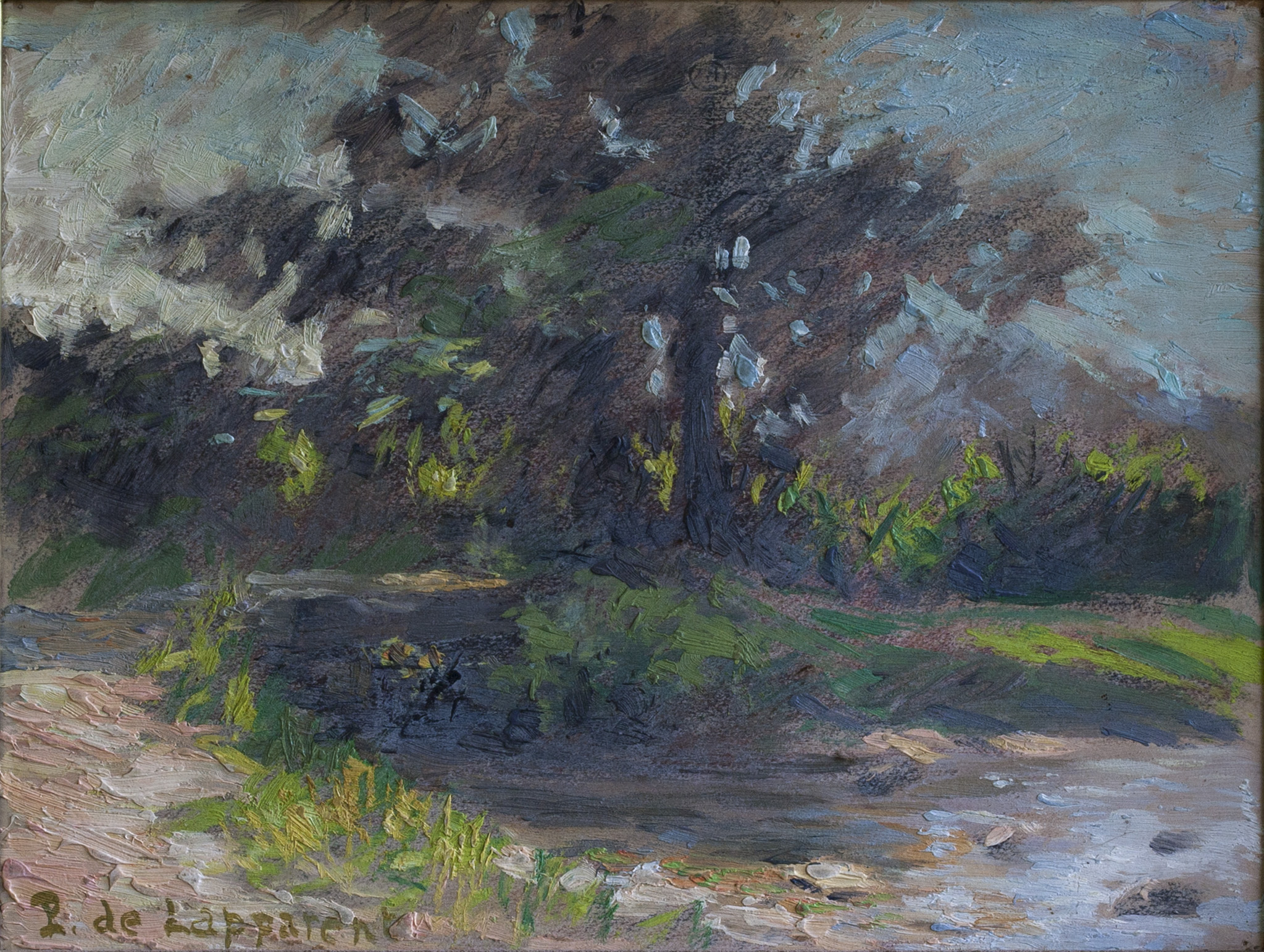
Панно «Лесная опушка»

Родился в Париже 31 марта 1869 года, был старшим из восьми детей учёного-геолога Альбера де Лаппарана и его жены Адели Люст Шене (Adèle Lucie Chenest). Принадлежал к старинному французскому роду, его предками были Шарль де Лаппаран — министр полиции Франции в 1796—1797 годах и Жан-Николя Жандарм (Jean-Nicolas Gendarme) — предок матери, владелец замка Château de la Cassine в Вандресе.
Первая жена — Жанна Ги (Jeanne Guy; женился 5 сентября 1911 года), вторая жена — Марианна Бессон (Marianne Besson; женился 2 февраля 1933 года). Детей не было.
Выставлял свои работы на Осеннем салоне (1905) и Салоне независимых (1905). Некоторые работы художника находятся в музее Musée communal des Beaux-Arts d’Ixelles.
Умер 23 января 1946 года, похоронен на кладбище города Вандрес.
Тулуз-Лотрек написал книгу о художнике в своей серии «Les Maîtres de l'art moderne».